# Communauté de communes de la Vallée de l'Ance
La communauté de communes de la Vallée de l'Ance est une ancienne communauté de communes française, située dans le département du Puy-de-Dôme en région Auvergne-Rhône-Alpes.

## Historique
Le projet de schéma départemental de coopération intercommunale (SDCI) du Puy-de-Dôme, dévoilé en octobre 2015, proposait la fusion de la communauté de communes de la Vallée de l'Ance avec six autres intercommunalités du pays d'Ambert (Haut-Livradois, Livradois Porte d'Auvergne, Pays d'Ambert, Pays d'Arlanc, Pays de Cunlhat et Pays d'Olliergues) du fait d'une population (3 010 habitants en 2012) inférieure aux seuils préconisés par la loi no 2015-991 du 7 août 2015 portant nouvelle organisation territoriale de la République. La nouvelle intercommunalité résultant de la fusion des sept communautés de communes du bassin d'Ambert comptera 58 communes pour une population d'environ 28 000 habitants. Cette fusion répond « aux besoins en matière de développement économique, de tourisme et d'équipements structurants pour une communauté de communes qui regroupera 28 916 habitants [population totale 2012] ».
Le périmètre proposé n'est pas modifié à la suite de l'adoption du SDCI en mars 2016.
L'arrêté préfectoral du 12 décembre 2016 prononce la fusion des sept communautés de communes précitées. La nouvelle structure intercommunale prend le nom de « communauté de communes Ambert Livradois Forez ».

## Territoire communautaire

### Géographie
La communauté de communes de la vallée de l'Ance est située au sud-est du département du Puy-de-Dôme. Elle jouxte six intercommunalités (dont une communauté d'agglomération), dont trois dans des départements limitrophes :
- dans le département du Puy-de-Dôme : les communautés de communes du Pays d'Arlanc au sud-ouest, Livradois Porte d'Auvergne à l'ouest et du Pays d'Ambert au nord-ouest ;
- dans le département de la Loire : la communauté d'agglomération Loire Forez au nord-est et la communauté de communes du Pays de Saint-Bonnet-le-Château au sud-est ;
- dans le département de la Haute-Loire : la communauté de communes du Pays de Craponne au sud.

Le territoire communautaire est traversé par des routes départementales secondaires, dont la RD 996, ancienne route nationale reliant Ambert à Montbrison et à Saint-Étienne en passant par Saint-Anthème, la RD 205 reliant Marsac-en-Livradois à Usson-en-Forez par Viverols et la RD 261 reliant Saint-Anthème à Viverols.

### Composition
La communauté de communes est composée des dix communes suivantes :
| Nom                       | Code Insee | Gentilé          | Superficie (km2) | Population (dernière pop. légale) | Densité (hab./km2) |
| ------------------------- | ---------- | ---------------- | ---------------- | --------------------------------- | ------------------ |
| Saillant (siège)          | 63309      |                  | 17,42            | 276 (2014)                        | 16                 |
| Baffie                    | 63027      | Baffinois        | 10,62            | 114 (2014)                        | 11                 |
| La Chaulme                | 63104      | Chaulmois        | 13,60            | 121 (2014)                        | 8,9                |
| Églisolles                | 63147      | Églisollois      | 20,59            | 262 (2014)                        | 13                 |
| Medeyrolles               | 63221      | Medeyrollois     | 17,12            | 110 (2014)                        | 6,4                |
| Saint-Anthème             | 63319      | Saint-Anthémois  | 68,89            | 711 (2014)                        | 10                 |
| Saint-Clément-de-Valorgue | 63331      | Saint-Clémentois | 13,37            | 227 (2014)                        | 17                 |
| Saint-Romain              | 63394      |                  | 16,05            | 220 (2014)                        | 14                 |
| Sauvessanges              | 63412      | Sauvessangeois   | 33,19            | 496 (2014)                        | 15                 |
| Viverols                  | 63465      | Viverolois       | 12,50            | 414 (2014)                        | 33                 |

### Démographie
| 1968  | 1975  | 1982  | 1990  | 1999  | 2008  | 2013  |
| ----- | ----- | ----- | ----- | ----- | ----- | ----- |
| 4 888 | 4 161 | 3 822 | 3 250 | 2 985 | 3 025 | 2 981 |

## Administration

### Siège
Le siège de la communauté de communes est situé à Saillant.

### Les élus
La communauté de communes est gérée par un conseil communautaire composé de 21 membres représentant chacune des communes membres.
Ils sont répartis comme suit : trois élus pour Saint-Anthème et deux pour les autres communes.

### Présidence
En 2014, le conseil communautaire a élu son président, Michel Bravard (maire de Medeyrolles, PDG de la SAEM de Prabouré et chargé, au sein de la communauté de communes, de l'urbanisme et de l'habitat), et désigné quatre vice-présidents :
1. Jean Bostvironnois (conseiller municipal de Saint-Romain), chargé du tourisme et de la culture ;
2. Marthe Chataing (conseillère municipale de Saillant), chargée de l'enfance, de la jeunesse, de la vie associative et du social ;
3. Gérard Crepet (conseiller municipal de Saint-Clément-de-Valorgue), chargé des services, de l'économie et de la santé ;
4. Jean-François Gagnaire (conseiller municipal de Saint-Anthème), chargé de la politique de l'eau, de l'environnement, de l'agriculture et de la forêt.

### Compétences
L'intercommunalité exerce des compétences qui lui sont déléguées par les communes membres :
- développement économique (obligatoire : création, entretien, aménagement et gestion de zones d'activités industrielle, commerciale, tertiaire, artisanale ou touristique) ;
- aménagement de l'espace (obligatoire : SCOT et schéma de secteur, plans locaux d'urbanisme, création de zones d'aménagement concerté, constitution de réserves foncières) ;
- environnement et cadre de vie : collecte et traitement des déchets ménagers et assimilés ;
- sanitaire et social ;
- développement et aménagement social et culturel ;
- voirie ;
- développement touristique ;
- logement et habitat, etc.

### Régime fiscal et budget
La communauté de communes applique la fiscalité professionnelle unique.
Elle possède l'un des potentiels fiscaux les plus faibles du département, avec 72,55 euros par habitant (potentiel fiscal s'élevant à 356 389 euros divisé par la population DGF de 4 912 habitants). Les taux d'imposition appliqués sont les suivants : taxe d'habitation 10,64 %, foncier bâti 1,75 %, foncier non bâti 14,13 %, cotisation foncière des entreprises 25,33 %.

## Projets et réalisations
En cours :
- plan local d'urbanisme intercommunal ;
- parc éolien à Saint-Clément-de-Valorgue ;
- bâtiment relais à Viverols.

Projets déjà réalisés :
- cave de la vallée à Sauvessanges (2003) ;
- multiple rural de Saillant (2004) ;
- habitat relais de La Chaulme (2006) ;
- zone artisanale des Gourmets à Saint-Anthème ;
- station-service à Saint-Anthème ;
- charte architecturale et paysagère ;
- programmes d'aménagement de bourg ;
- programme local de l'habitat ;
- maison des services et office de tourisme de la vallée de l'Ance ;
- voirie forestière intercommunale, etc.

### Sources
- Fiche dans la base nationale sur l'intercommunalité